# Cruzilles-lès-Mépillat
Cruzilles-lès-Mépillat – miejscowość i gmina we Francji, w regionie Owernia-Rodan-Alpy, w departamencie Ain.

## Demografia
Według danych na styczeń 2012 r. gminę zamieszkiwało 851 osób, a gęstość zaludnienia wynosiła 71,9 osób/km².